# برونا سورفیستینها
برونا سورفیستینها (پرتغالی: Bruna Surfistinha؛ زادهٔ ۲۸ اکتبر ۱۹۸۴) با نام اصلی راکل پاچکو (Raquel Pacheco) بازیگر پورنوگرافی و کارگر جنسی سابق، بازیگر، نویسنده و بلاگر اهل برزیل است.
مجموعه تلویزیونی چهار فصلی بهم بگو برونا بر پایه زندگی سورفیستینها ساخته و در فواصل سال‌های ۲۰۱۶ تا ۲۰۲۰ به روی آنتن رفت.